# デブスワナ
デブスワナ・ダイヤモンド・カンパニー株式会社（英語: Debswana Diamond Company Ltd）、通称デブスワナ（Debswana）は、ボツワナの企業。鉱山企業であり、ボツワナでのダイヤモンド生産の大半を担っている。本社はボツワナ首都ハボローネにある。

## 概要
デブスワナは世界最大のダイヤモンド企業である南アフリカ共和国のデ・ビアスとボツワナ政府が50%ずつ出資する合弁会社であり、社名もデ・ビアス（De Beers）とボツワナ（Botswana）との合成語である。
デブスワナの主力はダイヤモンド鉱山であり、オラパ鉱山（1971年操業開始）、レトラカネ鉱山（1975年操業開始）、ジュワネン鉱山（1982年操業開始）、ダムツァ鉱山（2002年操業開始）の4鉱山で採掘を行っている。また、モルプーレ炭鉱（1973年操業開始）で石炭の採掘も行っており、ボツワナ電力公社の持つモルプーレ火力発電所に石炭を供給している。
1967年、オラパでダイヤモンドの巨大鉱脈が見つかると、当時のセレツェ・カーマ大統領はデ・ビアスに開発権を与え、デビアス・ボツワナ株式会社が1969年6月23日に創業した。次の5年間でボツワナ政府の出資分は15%から50%に増加し、1991年には社名をデブスワナに変更の上、本社をハボローネへと移転した。
デブスワナの4つの鉱山で採掘されるダイヤモンドは年間3400万カラット。に及び、世界の年間総生産量1億3000万カラットのほぼ4分の1を生産している。デブスワナはボツワナ最大の企業であり、その企業活動はボツワナの経済成長に大きく貢献した。ダイヤモンド生産はボツワナのGDPの3分の1、輸出の90%、政府歳入の50%を占める。これにより1966年の独立時には最貧国だったボツワナは、現在では中所得国となり、アフリカ大陸有数の豊かさを得るにいたった。デブスワナはボツワナ最大の6300人（93%がツワナ人）の非政府雇用を創出している。
しかし、2008年には経済危機のあおりをうけてダイヤモンドの売り上げが激減し、全鉱山の一時休止を発表。2009年4月には3鉱山の操業を再開した。